# 異世界歸來的我錯過了愛情
異世界歸來的我 錯過了愛情（日語：異世界帰りの僕と失われた恋）是一款由台灣與日本合資製作，並由第四の壁株式會社發行的互動式真人戀愛冒險遊戲，該款遊戲預計於2025年在Steam平台發行。
遊戲融合真人影像、奇幻元素與職場戀愛題材，採用第一人稱沉浸式敘事風格，玩家將扮演一位從異世界歸來的角色，該角色擁有魔力，並在現實世界中展開新的職場生活，遊戲劇情包含多條分支線，玩家將可與五位性格迥異的女性角色發展戀愛關係。
參與本遊戲演出的演員包括日本女優河北彩伽、上原亞衣、三浜唯、Joey林短短與Kira詹上真。

## 遊戲系統
遊戲採用第一人稱視角呈現，劇情主要透過播放真人拍攝的影片內容，並藉由玩家在對話中做出的選擇來推進。玩家的決策將影響與遊戲角色的親密度、劇情發展以及最終結局。遊戲支援Steam成就系統，並提供章節跳轉功能。

## 角色
| 角色     | 演員       | 角色描述                                                                                     |
| -------- | ---------- | -------------------------------------------------------------------------------------------- |
| 青山乃愛 | 河北彩伽   | 主角的高中初戀，現為其任職的國際外商公司社長。是一位知性且具領導魅力的角色。                 |
| 桐澤華怜 | 上原亞衣   | 來自異世界的魔王，曾與主角為敵對關係；在現實世界中以商業對手的身份出現，是一位神秘的女會長。 |
| 桃野惠麻 | 三浜唯     | 主角的同事，外表給人冷漠的印象，但內心蘊藏溫柔與熱情。                                       |
| 音羽純奈 | Joey林短短 | 國際外商公司社長的千金，為主角的上司。個性驕縱，是敢愛敢恨的類型。                           |
| 露草楓   | Kira詹云晴 | 主角的同事，性格強勢且自信，但在其外表之下，渴望真愛。                                       |

## 開發
《異世界歸來的我 錯過了愛情》由台灣遊戲開發團隊「第四の壁」領銜開發，並與日本影像製作單位合作完成真人影像的拍攝與製作。本遊戲的演出陣容包括多位日本知名AV女優，以及台灣樂天啦啦隊成員與馬來西亞演員。

## 發行
本遊戲預計於Steam平台發行 Microsoft Windows 單機遊戲。遊戲支援中文與日語語音，並提供繁體中文、簡體中文、日文與英文字幕。截至目前，官方尚未正式公布具體售價與發售日期。

## 外部連結
- Steam 商店頁
- 官方臉書